# Vitézségi Érem (Ausztria–Magyarország)
Az eredetileg Vitézségi Emlékérem (1809 óta Vitézségi Érem) (németül: Tapferkeitsmedaille) az Osztrák–Magyar Monarchia egyik legmagasabb háborús kitüntetése volt.

## Fokozatai
Az 1789-ben alapított eredetileg két fokozattal létrehozott Vitézségi Érmét 1848-ban kibővítették. Az addigi Ezüst Vitézségi Érmet ketté bontották. Létrehozták az 1. illetve 2. osztályú Ezüst Vitézségi Érmet. 1917-ben a két legmagasabb osztályát tisztek számára is elnyerhetővé tették. Legvégül a következő fokozatok léteztek:
- Arany Vitézségi Érem
- 1. osztályú Ezüst Vitézségi Érem (Nagyezüst Vitézségi Érem)
- 2. osztályú Ezüst Vitézségi Érem (Kisezüst Vitézségi Érem)
- Bronz Vitézségi Érem

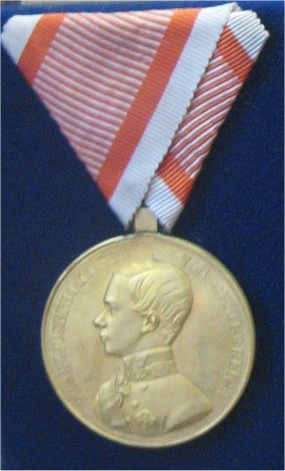
Arany Vitézségi Érem, 1848–1859-es változat
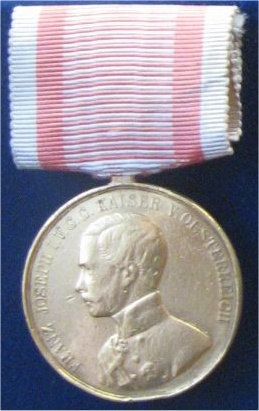
Arany Vitézségi Érem, 1859–1866-os változat
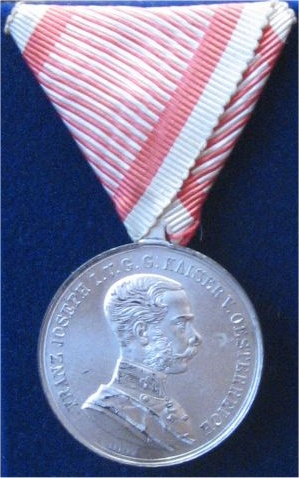
Ezüst Vitézségi Érem, 1866–1917-es változat
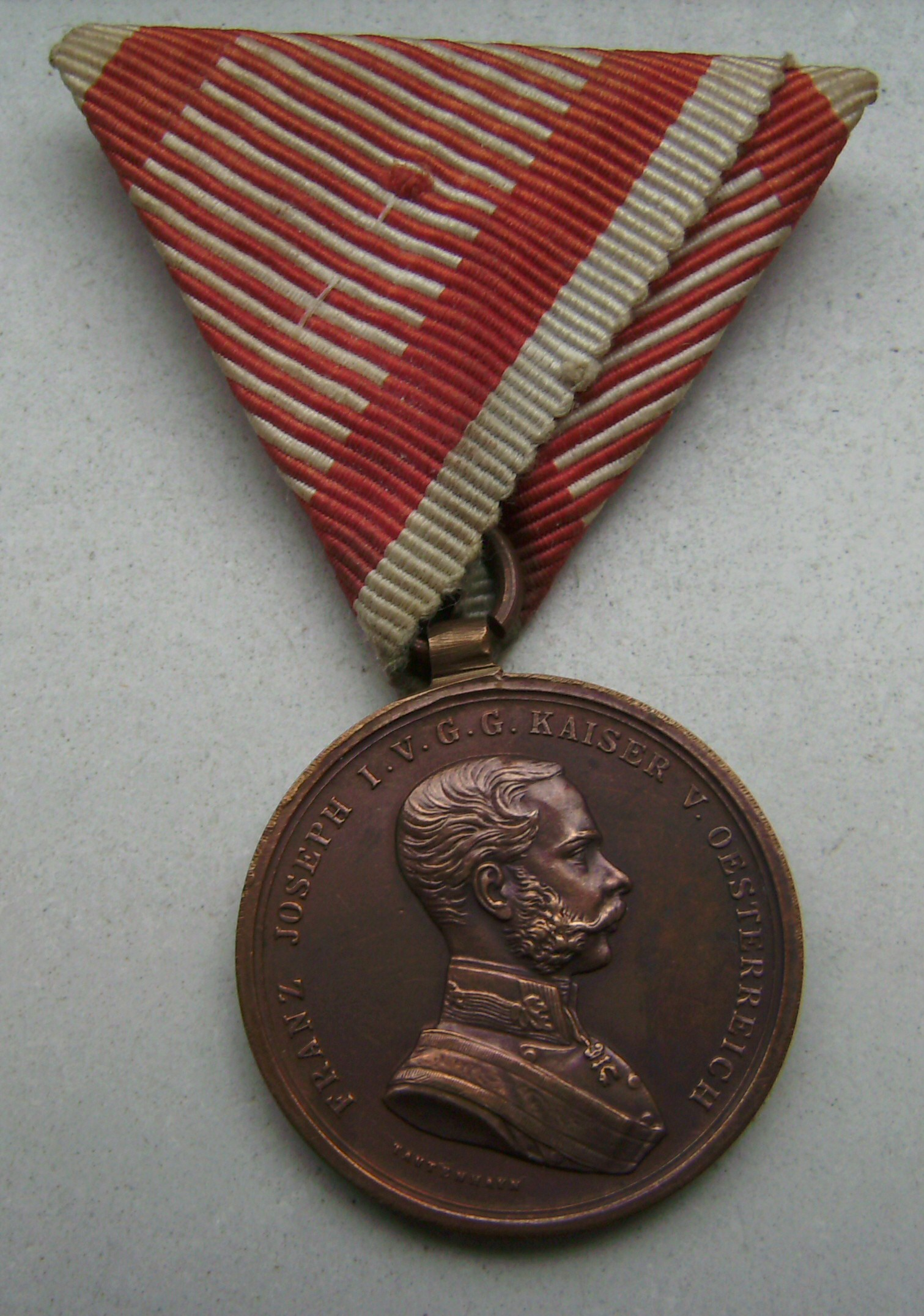
Bronz Vitézségi Érem

## Története
II. József 1789. július 19-én alapította mint Vitézségi Emlékérmeket Arany és Ezüst fokozattal, azon legénységi katonák számára, akik vitézségükkel kitűntek a harcok során.
"Az ollyas Hadi osztályhoz tartozó Katonáknak Vitézi tettek és katonai érdemek megjutalmazása végett, kik Mária Theresia jeles Rendének elnyerhetése tekintetében megkivántató tulajdonságokkal nem birnak, már ditső emlékezetü II-dik József Császár alapított egy megtiszteltetési jelt, ... a megtiszteltetési arany és ezüst érdempénzeket, és pedig olly czélbűl, hogy azokkal az Altisztek és Közkatonák a Strázsamestertől kezdve lefelé egész az utolsó Közemberig, kik bátor és vitézi tetteik által magokat megkülönböztették, érdemekhez képest megjutalmaztassanak..."
Császári parancsra 1809-ben Vitézségi Éremre módosult a megnevezése.
1848. augusztus 19-én V. Ferdinánd császár megosztva az addigi Ezüst Vitézségi Érmet létrehozta az Ezüst Vitézségi Érem 1. osztályát, illetve 2. osztályát. Utóbbinak az érem átmérője 31 mm-re csökkent.
1915. február 14-én I. Ferenc József császár megalapította a Bronz Vitézségi Érmet. Utóbbi kitüntetést más szövetséges államok katonái is kiérdemelhették.
1915. november 29-én bevezetésre kerültek az ismétlőpántok, amivel egy kitüntetés többször elnyerhetővé vált. A kitüntetések szalagjaira kerültek.
1917. szeptember 26-án az Arany és Ezüst Vitézségi Érmeket tisztek számára is elnyerhetővé váltak. Ez azért vált szükségessé, amikor a harcban tanusított magaviselet nem felelt meg a Katonai Mária Terézia-rend elnyeréséhez. Egy arany és ezüst színű "K" betű került fel a Vitézségi Érmek szalagjaira.

## Leírása, és viselése

### A kitüntetés érme
A kitüntetés érme egy 40 mm-es átmérőjű kör alakú érem, amin az uralkodó képmása található. Hátoldalán babérkoszorúval körbevett keresztbe tett zászlók láthatóak, amik felett DER TAPFERKEIT VITÉZSÉGÉRT olvasható. IV. Károly uralkodása ideján a szöveg FORTITVDINI-re módosult.
Az uralkodók képmásai:
- 1789–1792: II. József. (Arany, Ezüst)
- 1792–1804: I. Ferenc. (Arany, Ezüst)
- 1804–1839: I. Ferenc. (Arany, Ezüst)
- 1839–1849: V. Ferdinánd (Arany, 1. osztályú Ezüst. és 2. osztályú Ezüst)
- 1849–1859: I. Ferenc József (balra tekint, szakáll nélkül) (Arany, 1. osztályú Ezüst és 2. osztályú Ezüst)
- 1859–1866: I. Ferenc József (balra tekint, kis szakállal) (Arany, 1. osztályú Ezüst és 2. osztályú Ezüst)
- 1866–1914: I. Ferenc József (jobbra tekint, oldalszakállal) (Arany, 1. osztályú Ezüst és 2. osztályú Ezüst)
- 1914–1917: I. Ferenc József (jobbra tekint, oldalszakállal) (Arany, 1. osztályú Ezüst, 2. osztályú Ezüst, Bronz)
- 1917–1918: IV. Károly (Arany, 1. osztályú Ezüst. 2. osztályú Ezüst, Bronz)

II. Lipót (1790-1792) uralkodása idején nem adományoztak Vitézségi Érmeket.
1922-ben a Magyar Királyság létrehozott egy ezüst vitézségi érmet Bátorság Érem megnevezéssel. 1939-ben a legénységi állományúak részére négy fokozattal alapította Horthy Miklós kormányzó a Magyar Vitézségi Érmet, majd 1942-ben Magyar Tiszti Arany Vitézségi Érmet alapítottak a tiszti állomány részére is.

### A kitüntetés szalagja
A Vitézségi Érem szalagja vörös-fehér csíkos színű. Később az ún. hadiszalag elnevezést kapta, mivel a Katonai Érdemkereszt és a Katonai Érdemérem Ferenc József-rend a Koronás Érdemkeresztek hadi változatai is a Vitézségi Érem szalagját kapták meg háború idején.

### Viselése
A Vitézségi Érmet mellkason, baloldalt viselték.